# Sony HBI-V1
Sony HBI-V1 Video Digitizer — устройство оцифровки видеосигнала для бытовых компьютеров стандартов MSX2 и MSX2+, выпущенное компанией Sony в 1989 году. Официально продавалось только в Японии.

## Описание
Устройство выполнено в виде картриджа, устанавливаемого в один из слотов компьютера. Предназначено для захвата одиночных кадров с внешнего источника видеосигнала — например, видеомагнитофона, телевизора, или видеокамеры. Устройство не позволяло захватывать последовательности кадров, так как оцифровка кадра занимала некоторое время. Это требовало применения видеомагнитофонов и видеокамер, обеспечивавших стабильное изображение в режиме паузы.
Так как устройство предназначалось для использования на территории Японии, оно поддерживало только стандарт кодирования цвета NTSC. Однако, устройства, неофициально продававшиеся в Испании, Германии, и Нидерландах, были модифицированы для поддержки стандарта PAL. Также существовали схемы и руководства для самостоятельной модификации.
Минимальной конфигурацией для использования устройства являлся компьютер стандарта MSX2, имеющий 64 КБ ОЗУ и 128 КБ видео-ОЗУ. При этом была возможна оцифровка кадров с разрешением 256 x 212 или 256 x 424 точек и палитрой в 256 цветов. Для получения большей глубины цвета требовалось использование компьютера стандарта MSX2+.
Комплект поставки устройства содержал:
- Само устройство
- Кабель с разъёмами типа RCA
- Руководство по эксплуатации на японском языке
- Программное обеспечение на трёхдюймовой дискете

## Программное обеспечение
Часть программного обеспечения содержалось в ПЗУ картриджа устройства. Оно представляло собой расширение MSX BASIC, предоставляющее команды для управления устройством, и программу для оцифровки изображения.
Команды, реализуемые расширением MSX BASIC:
- CALL AD (A,B,C,D,E) (автоматическая оцифровка)
- CALL DCLS (очистка видеопамяти устройства)
- CALL DCOPY (A,B)-(C,D)TO(E,F) (копирование кадра из видеопамяти устройства в видеопамять компьютера)
- CALL MD (A,B,C,D,E) (ручная оцифровка)
- CALL YJK (Y,J,K) (настройка цвета для YJK)
- CALL DG (запуск встроенной программы для оцифровки)

Дискета, входящая в комплект устройства, содержала дополнительные программы для оцифровки и просмотра изображений.

## Технические характеристики
- Видео-ОЗУ: 64 КБ
- ПЗУ: 32 КБ
- ТВ-стандарт: NTSC
- Видеовход: композитный, разъём RCA
- Поддерживаемые разрешения:
  - 256 x 212 точек
  - 256 x 424 точек (с чередованием строк)
- Поддерживаемая глубина цвета:
  - Для MSX2:
    - 256 цветов в формате RGB

  - Для MSX2+:
    - 256 цветов в формате RGB
    - 12499 цветов в формате YJK
    - 19286 цветов в формате YJK